# Левково (Николоторжское сельское поселение)
Левково — деревня в Кирилловском районе Вологодской области.
Входит в состав Николоторжского сельского поселения, с точки зрения административно-территориального деления — в Волокославинский сельсовет.
Расстояние до районного центра Кириллова по автодороге — 30 км, до центра муниципального образования Никольского Торжка по прямой — 5 км. Ближайшие населённые пункты — Волокославинское, Ситьково, Филимоново, Брагино, Сопигино.
По переписи 2002 года население — 17 человек.